# Bahnhof Ludwigshafen-Oggersheim
Der Bahnhof Ludwigshafen-Oggersheim, auch Bahnhof Oggersheim, ist einer der fünf Verkehrsstationen der DB InfraGO in Ludwigshafen am Rhein und liegt im Stadtteil Oggersheim an der Bahnstrecke Mainz–Mannheim.

## Geschichte
Der Bahnhof wurde für die Pfälzische Ludwigsbahn errichtet und ging 1853 in Betrieb. Mit der Ludwigsbahn wurde er 1909 verstaatlicht und gehörte nun zu den Königlich Bayerischen Staatseisenbahnen. Mit Gründung der Deutschen Reichsbahn ging er 1920 an diese über. Er gehörte zunächst zur Reichsbahndirektion Ludwigshafen, als diese 1937 aufgelöst wurde, kam er zur Reichsbahndirektion Mainz, die nach dem Zweiten Weltkrieg in Bundesbahndirektion Mainz umbezeichnet und 1971 selbst aufgelöst wurde. Dabei kam der Bahnhof zur Bundesbahndirektion Karlsruhe.

## Aufbau
Der Bahnhof besteht aus einer langgestreckten Gruppe ein- bis zweigeschossiger Bauten. Das repräsentative Empfangsgebäude wurde 1853 im Stil des Spätklassizismus errichtet. Es schließt nach oben mit einem Walmdach ab. Im Zuge von Ausbaumaßnahmen wurden 1901/02 und in den späten 1930er Jahren ein- und eineinhalbgeschossige Erweiterungsbauten angefügt. Zugehörig ist ein Bunker in Form eines 1940 errichteten Betonturms mit Walmdach.
Eine Überführung über die ersten beiden Gleise wurde 1957 erbaut. Diese Stahlkonstruktion besteht bis heute.
Von 1995 bis 2014 wurde das Empfangsgebäude als Jugendgästehaus „Alter Bahnhof“ genutzt.

## Umbaumaßnahmen
Im Rahmen des Umbaus zu einem S-Bahnhof investierte die Bahn drei Millionen Euro. Damit wurde unter anderem an die Überführung eine Aufzugsanlage gebaut. Weitere 75.000 Euro investiert die Stadt Ludwigshafen in das Umfeld des Bahnhofs, u. a. soll die Bushaltestelle behindertengerecht umgebaut werden. Entlang des Bahnsteiggleises 1 sind nun außerdem Lärmschutzwände errichtet. Die Investition von geschätzten weiteren 900.000 Euro für die Überdachung des Fußgängersteges wird noch diskutiert.
Anfang 2015 wurde der Bahnhof Ludwigshafen-Oggersheim von der Bahnhofskategorie 5 zur Bahnhofskategorie 4 (jetzt Preisklasse) aufgewertet.
Das Stellwerk des Bahnhofs (ein Relaisstellwerk vom Typ Dr S) stammt aus dem Jahr 1959 und ist technisch abgängig. Es soll bis 2031 durch ein Digitales Stellwerk ersetzt werden. Im Januar 2024 schrieb die Deutsche Bahn entsprechende Planungsleistungen aus.

## Betrieb

### S-Bahn- und Regionalverkehr
Der Personenbahnhof besitzt drei Bahnsteige. Im Personenbahnhof halten Züge der S-Bahn RheinNeckar und Regionalbahnen.
Die Linie S6 der S-Bahn RheinNeckar verbindet Oggersheim halbstündlich mit Mainz bzw. Mannheim und stündlich mit Bensheim. Daneben verkehren einzelne Züge mehrerer Regionalbahnlinien, deren Laufweg über den üblichen Endbahnhof nach Ludwigshafen (Rhein) Hbf bzw. nach Ludwigshafen BASF verlängert wird.
| Linie | Strecke | Takt                                               |
| ----- | --- | -------------------------------------------------- |
| S 6   | Bensheim – Heppenheim (Bergstr) – Laudenbach (Bergstr) – Hemsbach – Weinheim-Sulzbach – Weinheim (Bergstr) Hbf – (Weinheim-Lützelsachsen –) (einzelne Züge) Heddesheim/Hirschberg – Ladenburg – Neu-Edingen/Friedrichsfeld – Mannheim-Seckenheim – Mannheim ARENA/Maimarkt – Mannheim Hbf – Ludwigshafen (Rhein) Mitte – Ludwigshafen (Rhein) Hbf – Ludwigshafen-Oggersheim – Frankenthal Süd – Frankenthal Hbf – Bobenheim – Worms Hbf – Osthofen – Mettenheim – Alsheim – Guntersblum – Dienheim – Oppenheim – Nierstein – Nackenheim – Bodenheim – Mainz-Laubenheim – Mainz Römisches Theater – Mainz Hbf (← Wiesbaden Hbf) (ein Zug) Stand: Fahrplanwechsel Dezember 2021 | 60 min (Bensheim–Mannheim) 30 min (Mannheim–Mainz) |
| RB35  | Worms – Frankenthal (Pfalz) – LU-Oggersheim – LU-Hbf – LU-Mitte – Mannheim | ein Zug                                            |
| RB45  | (Mannheim – ) LU-Hbf – LU-Oggersheim – Frankenthal (Pfalz) – Freinsheim – Neustadt/Monsheim | ein Zugpaar                                        |
| RB46  | (Ramsen – ) Grünstadt – Freinsheim – Frankenthal (Pfalz) – LU-Oggersheim – LU-Hbf | einzelne Züge                                      |

### Güterbahnhof
Durch den direkten Schienenanschluss an das Stammwerk der BASF in Ludwigshafen am Rhein halten im Güterbahnhof viele Züge im Zusammenhang mit diesem Stammwerk, dem größten zusammenhängenden Chemieareal der Welt.